# Цулда
Цулда (авар. ЦӀулда) — село в Чародинском районе Дагестана. Входит в состав Суметинского сельсовета.

## География
Село находится на берегу реки Каралазулор (бассейн реки Каракойсу), на расстоянии 14 км к северо-западу от села Цуриб, административного центра района.

## Население
| 1869 | 1888 | 1895 | 1926 | 1939 | 1970 | 1989 |
| ---- | ---- | ---- | ---- | ---- | ---- | ---- |
| 279  | ↗290 | ↗319 | ↗340 | ↗434 | ↘362 | ↘223 |
| 2002 | 2010 | 2021 |      |      |      |      |
| ↗261 | ↘225 | ↗317 |      |      |      |      |

## Известные уроженцы
- Мухаммад Тахир аль-Карахи (1808—1880) — дагестанский богослов и правовед, летописец.

## Достопримечательности
В селе находится Дом-музей Мухаммеда-Тахира ал-Карахи.